# Квинт Аррий
Квинт А́ррий (лат. Quintus Arrius; умер в 72 или 71 году до н. э.) — древнеримский военачальник и политический деятель из неименитого плебейского рода Арриев, претор 73 года до н. э.

## Биография
Известно, что в 73 году до н. э. Квинт Аррий занимал должность претора и по истечении своих полномочий должен был отправиться на Сицилию, чтобы сменить там наместника Гая Верреса. Но вместо этого ему пришлось принять участие в борьбе с восставшими рабами во главе со Спартаком. Согласно эпитоматору Тита Ливия, Аррий разгромил 20-тысячный отряд повстанцев, которым командовал Крикс. Впрочем, существует и другая версия, по которой Крикса разгромил действующий консул Луций Геллий Публикола. Вскоре Аррий сам был разбит Спартаком. В конце 72 года до н. э. он, всё-таки, отправился на Сицилию, но умер в дороге.

## Потомки
У Квинта Аррия был сын того же имени, который неудачно претендовал на консулат 58 года до н. э.